# لي كلايتون
لي كلايتون (بالإنجليزية: Lee Clayton)‏ هو عازف قيثارة وكاتب أغاني ومغني أمريكي، ولد في 29 أكتوبر 1942 في راسلفيل في الولايات المتحدة.

## وصلات خارجية
- لي كلايتون على موقع IMDb (الإنجليزية)
- لي كلايتون على موقع ميوزك برينز (الإنجليزية)
- لي كلايتون على موقع أول ميوزيك (الإنجليزية)
- لي كلايتون على موقع ديسكوغز (الإنجليزية)